# Husalter
Et husalter er en indretning i tibetanske hjem, hvorpå en statue af Buddha og syv ofringsskåle er placeret.

## Brug
Hver morgen skal alteret anrettes, og man begynder med at bøje sig tre gange for det. Efterfølgende mediterer de ofte og slutter af med at feje gulvet i huset, for at jage onde kræfter ud, både ydre og indre.

## Populær Kultur
Husalter kan også være udtryk for et fjernsyn